# Дмитрівка (Великолепетиська селищна громада)
Дми́трівка — село в Україні, у Великолепетиській селищній громаді Каховського району Херсонської області. Населення становить 132 осіб. 24 лютого 2022 року село тимчасово окуповане російськими військами під час російсько-української війни.

## Населення
Згідно з переписом УРСР 1989 року чисельність наявного населення села становила 191 особа, з яких 87 чоловіків та 104 жінки.
За переписом населення України 2001 року в селі мешкало 135 осіб.

### Мова
Розподіл населення за рідною мовою за даними перепису 2001 року:
| Мова       | Відсоток |
| ---------- | -------- |
| українська | 95,45 %  |
| російська  | 4,55 %   |